# Sarah Nevada Grether

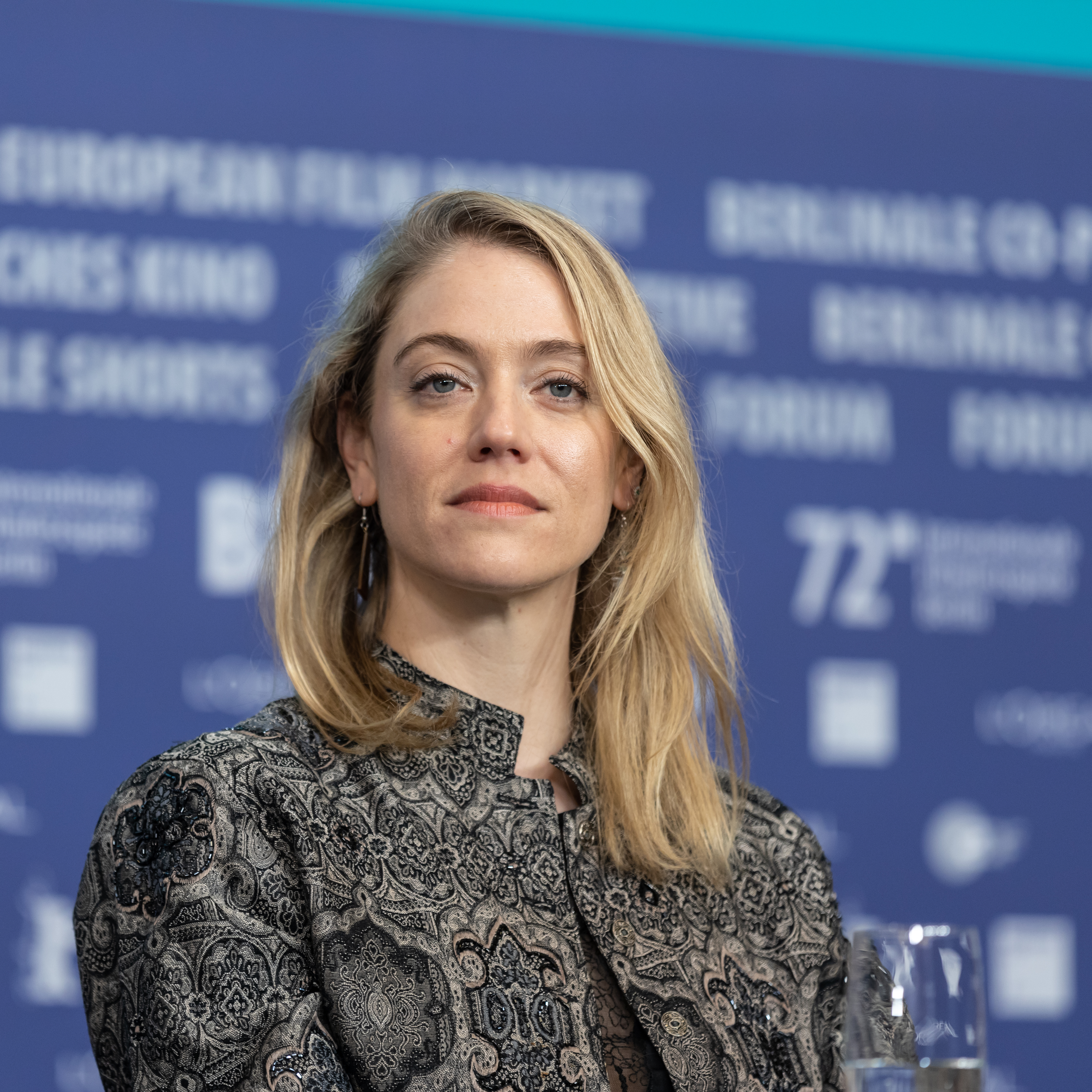
Sarah Nevada Grether auf der Berlinale 2022

Sarah Nevada Grether (* 1982 in Reno, Nevada; auch Sarah Grether) ist eine US-amerikanische Schauspielerin, Choreographin und Tänzerin.

## Leben
Sarah Nevada Grether wurde 1982 in Reno, Nevada, geboren und wuchs auf einer Farm in Camarillo, Kalifornien, auf. Sie erhielt ihre frühe klassische Tanzausbildung an der Channel Islands Ballet School in Ventura, Kalifornien, der School of American Ballet im Lincoln Center in New York City und der Pacific Northwest Ballet School in Seattle, Washington.
Im Alter von 16 Jahren zog sie nach Deutschland, um von 1998 bis 2001 an der Hamburgischen Ballettschule unter der Leitung von John Neumeier zu trainieren. Im Jahr 2000 war sie Halbfinalistin beim internationalen Tanzwettbewerb Prix de Lausanne  und von 2001 bis 2006 trat sie als Solo- und Gruppentänzerin beim Stuttgarter Ballett unter der Leitung von Reid Anderson auf. Während ihrer Jahre beim Stuttgarter Ballett tanzte sie Solo- und Hauptrollen wie die Stella in John Neumeiers Adaption von Tennessee Williams Drama Endstation Sehnsucht unter dem Originaltitel A Streetcar Named Desire sowie Werke der Choreografen John Cranko, Wayne McGregor, Uwe Scholz, Glen Tetley, Christian Spuck und Hans van Manen.
Seit dem Jahr 2008 ist sie als freischaffende Künstlerin in Berlin in den Bereichen Modern Dance, Performance Art, Gesang und Schauspiel tätig. Sie arbeitete unter anderem mit Regisseuren wie Isabelle Stever, Rolando Villazón und Claus Guth. 2015 spielte sie die Hauptrolle der Lilly in dem Spielfilm Die Verlorenen unter der Regie von Reynold Reynolds und 2014 war sie als Nadya in Tatjana Turanskyjs Spielfilm Top Girl und als Tänzerin Debbie in der Webserie Bigheads zu sehen.  Im Jahr 2022 stellte Sarah Nevada Grether in dem Spielfilm Grand Jeté von Isabelle Stever, der auf den 72. Internationalen Filmfestspielen Berlin Premiere hatte, die Hauptrolle der Nadja dar, die als ehemalige Ballerina jetzt als Ballettlehrerin unter anderem die klassische Ballettfigur Grand jeté unterrichtet. Für ihre Rolle in Grand Jeté wurde sie für den Preis der deutschen Filmkritik als beste Darstellerin nominiert.
Sarah Nevada Grether lebt in Berlin, Los Angeles und New York.

## Filmografie (Auswahl)
- 2014: Top Girl
- 2014: Bigheads (Webserie), 2 Folgen
- 2015: The Lost: The Murder and Resurrection of a German Girl (Kurzfilm)
- 2015: Die Verlorenen
- 2016: Linger Depart (Kurzfilm), als Tänzerin und Choreographin
- 2022: Grand Jeté